# 新西利齊 (莫斯季斯卡區)
49°47′49″N 23°23′19″E / 49.79694°N 23.38861°E
新西利齊（烏克蘭語：Новосільці），是烏克蘭西部的村莊，隸屬利維夫州的亞沃里夫區。該村始建於1940年，面積0.3平方公里，海拔高度218米，2001年人口364，人口密度每平方公里1,213.33人。